# 28 de gener
El 28 de gener és el vint-i-vuitè dia de l'any del calendari gregorià. Queden 337 dies per finalitzar l'any i 338 en els anys de traspàs.

## Esdeveniments
Països Catalans
- 1640 - Salses, Rosselló: Catalunya reconquereix la vila al Regne de França (Guerra dels Segadors).
- 2004 - Barcelona: el president de la Generalitat de Catalunya, Pasqual Maragall, accepta la renúncia de Josep-Lluís Carod-Rovira al càrrec de conseller en cap, arran de les converses mantingudes a Perpinyà amb dirigents d'ETA; continua, però, sent conseller sense cartera.

Resta del món
- 1823 - Xile: Bernardo O'Higgins abdica el càrrec de director suprem del país.
- 1871: Capitulació de França en la guerra francoprussiana.
- 1930: Fi de la dictadura de Primo de Rivera.
- 1985 - Los Angeles: Una quarantena d'artistes es reuneixen per enregistrar la cançó benèfica We Are the World, en favor de la lluita contra la fam a Etiòpia.[1]
- 1986 - Estats Units: El transbordador espacial Challenger es desintegra 73 segons després d'enlairar-se a causa d'un defecte de l'SRB dret, provocant la mort dels set tripulants.[2]
- 2014 - Kíiv, Ucraïna: dimiteix el primer ministre d'Ucraïna, Mikola Azàrov.

## Naixements
Països Catalans
- 1893:
  - Sarrià (Barcelona): Josep Vicenç Foix i Mas, poeta, periodista i assagista català. (m. 1987).
  - València: Ascensión Chirivella Marín, primera llicenciada en Dret i col·legiada a Espanya (m. 1980).[3]
- 1912 - Barcelona: Isabel Pons i Iranzo, dissenyadora, il·lustradora, pintora i professora catalano-brasilera (m. 2002).[4]
- 1915 - Barcelona: Susanna March Alcalá, escriptora catalana en castellà (m. 1990).[5]
- 1928 - Barcelona: Amèlia Riera i Toyos, pintora i gravadora catalana (m. 2019).[6]
- 1957 - Alacant: María Moreno Ruiz, ajudant tècnica sanitària i política valenciana, ha estat regidora d'Oriola i diputada a Corts.[7]
- 1993 - Lleida: Miki Florensa, músic català i membre de La Pegatina.

Resta del món
- 1540 - Hildesheim (Alemanya); Ludolph van Ceulen, matemàtic holandès (m. 1610).
- 1572 - Dijon: Jeanne-Françoise Frémiot de Chantal, religiosa i santa francesa, fundadora de l'Orde de la Visitació (m. 1641).[8]
- 1780 - Macerata: Giovanni Battista Velluti, castrat.
- 1814 - París: Marie Cornélie Falcon, cantant d'òpera, entre soprano i mezzosoprano, que donà nom a la tipologia de "sopranos Falcon".[9]
- 1853 - l'Havana, illa de Cuba, Espanya: José Martí, poeta i líder de la independència cubana.
- 1857: 
  - Jakarta: Adrienne van Hogendorp-s' Jacob, pintora de bodegons neerlandesa (m. 1920).[10]
  - Galmsbüll, actualment a Alemanya: Christian Jensen, professor i estudiós de la cultura i de les tradicions de la Frísia septentrional.
- 1873 - Saint-Sauveur-en-Puisaye, Yonne: Colette, escriptora francesa d'una producció literària espectacular (m. 1954).[11]
- 1887 - Łódź, Polònia: Arthur Rubinstein, pianista polonès d'origen jueu (m. 1982).
- 1888 - Normanby, Yorkshire, Regne Unit: Maurice Besly compositor i director d'orquestra anglès.
- 1892 - Berlín, Alemanya: Ernst Lubitsch, director de cinema nord-americà nascut a Alemanya (m. 1947).
- 1901 - Madrid: Isabel Garcés Cerezal, actriu espanyola (m. 1981).[12]
- 1903 - Reisicht, Alemanya: Lotte Beese, arquitecta, fotògrafa i urbanista de la Bauhaus.[13]
- 1912 - Cody, Wyoming, Estats Units: Jackson Pollock, pintor abstracte nord-americà, referent en el moviment de l'expressionisme abstracte (m. 1956).
- 1922 - Urbana, Illinois, EUA: Robert W. Holley, bioquímic nord-americà, Premi Nobel de Medicina o Fisiologia de l'any 1968 (m. 1993).
- 1929 - Buffalo, Nova York: Edith M. Flanigen, química americana molt reconeguda.[14]
- 1931 - Milà, Itàlia: Lucia Bosè, actriu cinematogràfica italiana (m. 2020).[15]
- 1935 - Londres: David Lodge, escriptor anglès (m. 2025).[16]
- 1936:
  - Nova York, Estats Units: Alan Alda, actor, escriptor, director i de vegades activista polític estatunidenc.
  - Gjirokastra: Ismail Kadare, escriptor albanès (m. 2024).
- 1938 - Estocolm Suècia: Tomas Lindahl, científic suec, Premi Nobel de Química de l'any 2015.
- 1940 - Ciutat de Mèxic, Mèxic: Carlos Slim, empresari mexicà.
- 1944: 
  - Londres: John Tavener, compositor britànic (m. 2013).
  - La Corunya: Rosalía Mera, empresària espanyola creadora d'Inditex, i filantropa.[17]
- 1947 - Bilbao: Txetxu Rojo, futbolista i entrenador de futbol (m. 2022).
- 1955 - París, França: Nicolas Sarkozy, polític francès, president de la República francesa i copríncep d'Andorra entre 2007 i 2012.
- 1968 - Halifax, Canadà: Sarah McLachlan, cantant i compositora canadenca.
- 1978 - Carrara, Itàlia: Gianluigi Buffon, futbolista italià que juga de porter.
- 1981 - Cedar Rapids (Iowa), Estats Units: Elijah Wood, actor estatunidenc.
- 1985 - Coalville, Anglaterra: Tom Hopper, actor de cinema i televisió anglès.

## Necrològiques
Països Catalans
- 1424 - Alcolea de Cinca: Isabel d'Aragó i de Fortià, infanta d'Aragó i comtessa consort del comtat d'Urgell.[18]
- 1850 - Mataró: Francesc Marxuach Julià, comerciant de blondes i encaixos de Mataró.
- 1928 - Menton, Occitània, França: Vicent Blasco Ibáñez, escriptor, periodista i polític valencià (n. 1867).
- 1946 - Barcelona: Lluïsa Denís i Reverter, autora teatral, compositora i pintora catalana, esposa de l'artista Santiago Rusiñol (n. 1862).[19]
- 1960 - Fort Pierce (Florida): Zora Neale Hurston, antropòloga i escriptora folklorista nord-americana (n. 1891).
- 1970 - Sant Cugat del Vallès, Vallès Occidental: Josep Vicenç Amorós i Barra, músic i numismàtic valencià, creador del Gabinet Numismàtic de Catalunya (n. 1887).
- 1980 - Palma: Llorenç Villalonga, escriptor mallorquí.
- 1993 - Palma: Josep Maria Llompart de la Peña, poeta, assagista, activista cultural, crític literari, editor i traductor mallorquí.
- 2012 - Barcelona: Mercè Pàniker i Alemany, empresària i activista social catalana (n. 1920).[20]
- 2023 - Barcelona: Xavier Rubert de Ventós, filòsof, escriptor i polític català (n. 1939).

Resta del món
- 1825 - Berlín: Louise Rogée, cantant i actriu alemanya (n. 1800).[21]
- 1868 - Chicago, Illinois: Kate Warne'', primera dona detectiva estatunidenca (n. 1833).[22]
- 1903 - París: Augusta Holmès, compositora francesa (n. 1847).[23]
- 1939 - Menton, Alps Marítims, França: William Butler Yeats, poeta i dramaturg, una de les figures més representatives del renaixement literari irlandès. També va exercir com a Senador i va ser guardonat amb el Premi Nobel de Literatura l'any 1923 (n. 1865).
- 1947 - París: Reynaldo Hahn, compositor francès d'origen veneçolà.
- 1956 - Düsseldorf: Marie Juchacz, reformadora social alemanya.[24]
- 1966 - Brema: Paolo Costoli nadador i jugador de waterpolo italià.
- 1982 - Fiesole, Itàlia: Élisabeth Chaplin, artista pintora postimpressionista franco-toscana (n. 1890).[25]
- 1983 - Louisiana: Emma Barrett, pianista i cantant de jazz estatunidenca (n. 1897).[26]
- 1986 – Cap Canaveral (Florida), EUA: Gregory Jarvis, Christa McAuliffe, Ronald McNair, Ellison Onizuka, Judith Resnik, Dick Scobee i Michael J. Smith, astronautes estatunidencs del transbordador espacial Challenger.[27]
- 1999 - Alger, Algèria: Rouiched, actor còmic algerià.
- 2002 - Estocolm (Suècia): Astrid Lindgren, escriptora sueca, creadora del personatge Pippi Långstrump (n. 1907).[28]
- 2008 - Madrid: Juana Francisca Rubio, pintora i cartellista espanyola defensora de la República (n. 1911).[29]
- 2011 - Aberteifi (Gal·les): Margaret Price, soprano gal·lesa (n. 1941).[30]
- 2019 - Londres: artista estatunidenca, dedicada a la instal·lacions, vídeo, performances... (n. 1940).[31]
- 2021 - Ballainvilliers, l'Essonne: Alice Recoque, enginyera informàtica francesa (n. 1929).[32]

## Festes i commemoracions
- Dia Europeu de la Protecció de Dades
- Onomàstica: sants Pal·ladi de Síria, eremita; Tomàs d'Aquino; Flavià de Civitavecchia, soldat màrtir; Tirs de Sozòpolis, màrtir; Julià de Conca, bisbe; Joan de Malmesbury, sant llegendari; beata Gentil Giusti;[33] beats Carlemany,[33] emperador; Julien Maunoir, jesuïta.